# Thác triển giải tích
Trong giải tích phức, một nhánh của toán học, thác triển giải tích là một kỹ thuật để mở rộng miền xác định của một hàm giải tích nhất định.

## Thảo luận khởi đầu

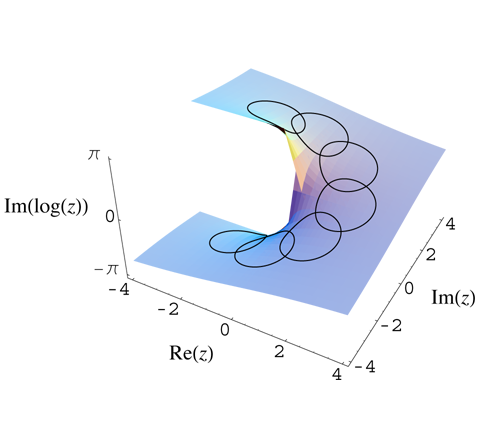
Thác triển giải tích của hàm logarit (đồ thị của phần ảo)

Giả sử f là một hàm giải tích được xác định trên tập con mở không rỗng U của mặt phẳng phức {\displaystyle \mathbb {C} .} Nếu V là tập con mở lớn hơn của {\displaystyle \mathbb {C} ,} chứa U và F là một hàm giải tích được xác định trên V sao cho
{\displaystyle F(z)=f(z)\qquad \forall z\in U,}
thì F được gọi là một thác triển giải tích của f. Nói cách khác, thu hẹp của F về U là hàm f ban đầu.
Thác triển giải tích là duy nhất theo nghĩa sau: nếu V là miền xác định liên thông của hai hàm giải tích F1 và F2 sao cho U được chứa trong V và với mọi z trong U
{\displaystyle F_{1}(z)=F_{2}(z)=f(z),}
thì
{\displaystyle F_{1}=F_{2}}
Đây là hệ quả trực tiếp từ định lý đồng nhất cho các hàm chỉnh hình.

## Ví dụ cụ thể
Xét:
{\displaystyle f(z)=\sum _{k=0}^{\infty }(-1)^{k}(z-1)^{k}.}
Bán kính hội tụ của chuỗi lũy thừa này là 1. Đó là, {\displaystyle f} xác định và giải tích trên tập mở {\displaystyle U=\{|z-1|<1\}} có biên {\displaystyle \partial U=\{|z-1|=1\}}. Lưu ý rằng chuỗi lũy thừa phân kỳ tại {\displaystyle z=0\in \partial U}.
Ta tìm một chuỗi số mới có tâm tại {\displaystyle a\in U}:
{\displaystyle f(z)=\sum _{k=0}^{\infty }a_{k}(z-a)^{k}.}
Ta sẽ tìm {\displaystyle a_{k}} và xác định xem chuỗi mới này có hội tụ trong một tập mở {\displaystyle V} không phải là một tập con của {\displaystyle U} hay không. Nếu ta thành công, ta đã thác triển {\displaystyle f} đến một miền {\displaystyle U\cup V} lớn hơn {\displaystyle U}.
Ta có
{\displaystyle {\begin{aligned}a_{k}&={\frac {f^{(k)}(a)}{k!}}\\&={\frac {1}{2\pi i}}\int _{\partial D}{\frac {f(\zeta )d\zeta }{(\zeta -a)^{k+1}}}\\&={\frac {1}{2\pi i}}\int _{\partial D}{\frac {\sum _{n=0}^{\infty }(-1)^{n}(\zeta -1)^{n}d\zeta }{(\zeta -a)^{k+1}}}\\&={\frac {1}{2\pi i}}\sum _{n=0}^{\infty }(-1)^{n}\int _{\partial D}{\frac {(\zeta -1)^{n}d\zeta }{(\zeta -a)^{k+1}}}\\&={\frac {1}{2\pi i}}\sum _{n=0}^{\infty }(-1)^{n}\int _{0}^{2\pi }{\frac {(a+re^{i\theta }-1)^{n}rie^{i\theta }d\theta }{(re^{i\theta })^{k+1}}}\\&={\frac {1}{2\pi }}\sum _{n=0}^{\infty }(-1)^{n}\int _{0}^{2\pi }{\frac {(a-1+re^{i\theta })^{n}d\theta }{(re^{i\theta })^{k}}}\\&={\frac {1}{2\pi }}\sum _{n=0}^{\infty }(-1)^{n}\int _{0}^{2\pi }{\frac {\sum _{m=0}^{n}{\binom {n}{m}}(a-1)^{n-m}(re^{i\theta })^{m}d\theta }{(re^{i\theta })^{k}}}\\&=(-1)^{k}a^{-k-1}\end{aligned}}}
Tức là
{\displaystyle f(z)=\sum _{k=0}^{\infty }a_{k}(z-a)^{k}=\sum _{k=0}^{\infty }(-1)^{k}a^{-k-1}(z-a)^{k}={\frac {1}{a}}\sum _{k=0}^{\infty }\left(1-{\frac {z}{a}}\right)^{k},}
Chuỗi mới này có bán kính hội tụ {\displaystyle |a|} và {\displaystyle V=\{|z-a|<|a|\}.} Nếu ta chọn {\displaystyle a\in U} với {\displaystyle |a|>1}, thì {\displaystyle V} không phải là một tập hợp con của {\displaystyle U} và thực ra thì có diện tích lớn hơn {\displaystyle U}. Hình vẽ minh họa cho {\displaystyle a={\tfrac {1}{2}}(3+i).}
Ta có thể tiếp tục quá trình này. Trong trường hợp cụ thể này, {\displaystyle f} có thể được thác triển giải tích đến mặt phẳng phức trừ một điểm {\displaystyle \mathbb {C} \setminus \{0\}.}

## Mầm
Chuỗi lũy thừa được khái quát bằng khái niệm mầm. Lý thuyết chung thác triển giải tích và khái quát hóa của nó được gọi là lý thuyết bó. Xét
{\displaystyle f(z)=\sum _{k=0}^{\infty }\alpha _{k}(z-z_{0})^{k}}
Ta nói rằng véc-tơ
{\displaystyle g=(z_{0},\alpha _{0},\alpha _{1},\alpha _{2},\ldots )}
là mầm của f. Nền của g là z0, gốc của g là (α0, α1, α2,...) và đỉnh g1 của g là α0. Đỉnh của g là giá trị của f tại z 0.
Tập hợp các mầm tạo thành một không gian mầm {\displaystyle {\mathcal {G}}}.

## Tô-pô của không gian mầm
Ta có thể định nghĩa một cấu trúc tô pô trên {\displaystyle {\mathcal {G}}}. Đặt r > 0 và xét
{\displaystyle U_{r}(g)=\{h\in {\mathcal {G}}:g\geq h,|g_{0}-h_{0}|<r\}.}
Các tập hợp Ur(g), với r > 0 và {\displaystyle g\in {\mathcal {G}}} xác định một cơ sở của các tập mở cho một cấu trúc tô-pô trên {\displaystyle {\mathcal {G}}}.
Một thành phần liên thông của {\displaystyle {\mathcal {G}}} được gọi là một bó. Lưu ý rằng tồn tại các bản đồ {\displaystyle \phi _{g}(h)=h_{0}:U_{r}(g)\to \mathbb {C} ,} với r là bán kính hội tụ của g. Tập hợp các bản đồ như vậy tạo thành một at-lat cho {\displaystyle {\mathcal {G}}}, vì thế {\displaystyle {\mathcal {G}}} là một mặt Riemann. {\displaystyle {\mathcal {G}}} đôi khi được gọi là hàm giải tích phổ quát. Một thành phần liên thông của nó cũng chính là không gian étalé của bó các hàm giải tích trên một miền của mặt phẳng phức.